# Гогоплата

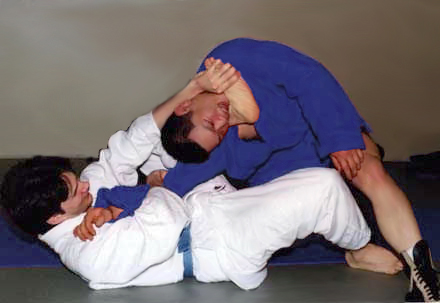
Одна из вариаций гогоплаты

Гогоплата (порт. Gogoplata), или Кагато-Дзимэ — удушающий приём, относящийся к трахеальным удушениям, суть которого заключается в давлении голенью на переднюю поверхность шеи оппонента. Название техники восходит к португальским словам gogo (с порт. — «кадык») и plata (с порт. — «клинок»). Этот приём был создан в Японии и сегодня может применяться в соревнованиях по бразильскому джиу-джитсу, грэпплингу, боевому самбо, MMA, панкратиону, однако из-за сравнительной малоизвестности и технической сложности используется редко.

## Техника выполнения приёма
Гогоплату возможно провести и из положения сверху, но обычно этот приём применяется из гарда, чаще всего раббер-гарда, когда находящийся снизу борец держит ноги очень высоко на спине соперника, прижимая его к себе. Чтобы выполнить гогоплату, борец затем вставляет одну из своих голеней перед шеей соперника и отжимает от себя, одновременно прижимая к себе его голову — результирующее давление на трахею вызывает гипоксию в организме попавшего в приём и вынуждает его сдаться. Гогоплату можно выполнять как в ги, так и без него. Существуют различные вариации этого приёма: так, американский мастер бразильского джиу-джитсу Эдди Браво использует вариант под названием локоплата, при котором вторая нога не контролирует спину соперника, а давит на голень, которой производится удушение, таким образом усиливая воздействие на трахею, а бразильский боец Нино Шембри захватывает большой палец своей удушающей ноги рукой позади шеи.

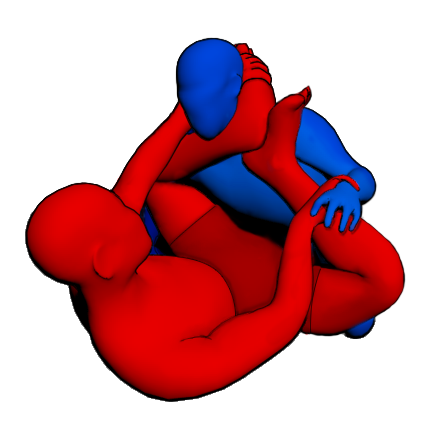
Схема выполнения локоплаты, вариации гогоплаты

Гогоплата — один из сложнейших элементов борьбы в партере: она требует чрезвычайной гибкости, а подготовка приёма требует времени, за которое соперник может принять контрмеры. Для защита от гогоплаты пойманный в захват борец может просто выпрямиться, разорвав захват руками, повернуть голову, чтобы принимать давление нижней челюстью, попытаться отжать голень рукой или препятствовать контролю своей спины другой ногой.

## История и применение
Техника удушения голенью была создана в Японии, где известна под именем Кагато-дзиме. Этот приём показан ещё в труде «бога дзюдо» Кюдзо Мифунэ Канон Дзюдо: принципы и техника, однако из-за того, что кагато-дзиме не входит в список техник дзюдо, одобренных институтом Кодокан, приём долгое время оставался малоизвестным и был популяризирован только тогда, когда борцы бразильского джиу-джитсу начали применять эту технику в соревнованиях по смешанных единоборствам.
Первым бойцом, применившим гогоплату в соревнованиях по ММА, был австралиец Элвис Синосич — это случилось в его бою против Киёси Тамуры на турнире RINGS в октябре 1997 года. Однако выиграть этим приёмом он не смог. Тем не менее, бразильский боец Нино Шембри заявлял, что именно он впервые применил эту технику на турнирах в Абу-Даби и Сан-Паулу в 2000 году, а приём Синосича гогоплатой называть неправомерно. По всей видимости, первым бойцом, который выиграл поединок по смешанным единоборствам с помощью гогоплаты, был японец Рюсуке Уэмура, одолевший этим приёмом Исао Тэраду на турнире ZST — GRAND PRIX 2 FINAL ROUND 23 января 2005 года. Однако широкую известность этот приём получил, когда Синъя Аоки провёл его Йоакиму Хансену на турнире Pride Shockwave 2006 31 декабря 2006 года, а в феврале 2007 года Ник Диас победил с помощью этой техники лучшего на тот момент легковеса в мире Таканори Гоми на Pride 33.

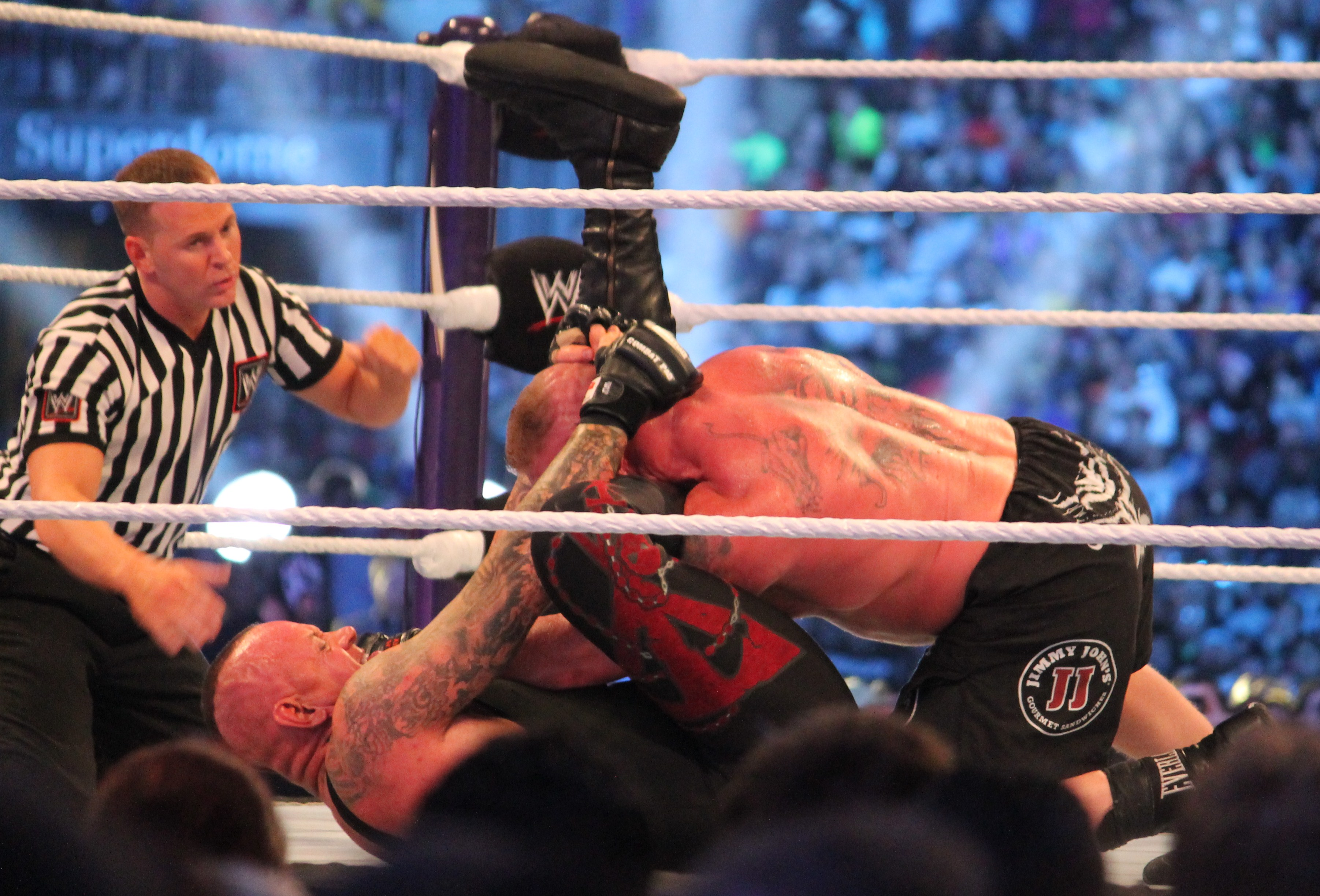
Гробовщик проводит Врата Ада Броку Леснару на Рестлмании XXX

Обычно гогоплата применяется гибкими бойцами небольшого веса, к примеру, победу гогоплатой имеет в активе первый чемпион Bellator в полулёгком весе и бывший претендент на титул UFC в легчайшем весе Джо Сото, однако бывают и исключения: так, американский тяжеловес Брэд Аймс, несмотря на впечатляющие габариты (201 см, 120 кг), неоднократно побеждал этим приёмом и даже имеет прозвище «мистер гогоплата». Кроме того, гогоплата — любимый приём чемпиона ADCC Винни Магальяйнша; в 2011 году на турнире M-1 Challenge XXV ему удалось провести гогоплату из маунта российскому бойцу Виктору Немкову, выиграв вакантный титул чемпиона организации в полутяжёлом весе. Этот приём вошёл в список лучших побед приёмами 2011 года, составленный ресурсом MMAmania.
Гогоплата также применяется в профессиональном реслинге: так, с 2008 года реслер Гробовщик использует вариацию этого приёма в качестве своего финишера, называя его Врата Ада (англ. Hell's Gate).